# Gabriel Thorstensen
Gabriel Thorstensen (Stavanger, 1 de setembro de 1888 — Stavanger, 14 de junho de 1974) foi um ginasta norueguês que competiu em provas de ginástica artística pela nação.
Thorstensen é o detentor de uma medalha olímpica, conquistada na edição de 1912, nos Jogos de Estocolmo. Na ocasião, foi o medalhista de ouro da prova coletiva de sistema livre ao lado de seus 23 companheiros de equipe (incluindo seu irmão Thomas), quando superou as nações da Finlândia e Dinamarca, prata e bronze respectivamente.